# Hasteulia
Hasteulia là một chi bướm đêm thuộc phân họ Tortricinae của họ Tortricidae.

## Các loài
- Hasteulia emmeles Razowski, 1999
- Hasteulia romulca Razowski, 1999